# Antonio Jesús Rueda Fernández
Antonio Jesús Rueda Fernández (Estepa, Sevilla, España, 6 de mayo de 1981), más conocido como Antonio Rueda, es un entrenador de fútbol español.

## Trayectoria
Rueda es profesor de Táctica y Técnica en Real Federación Andaluza de Fútbol-CEDIFA y comenzó en el mundo de los banquillos dirigiendo a equipos modestos como el Estepa Industrial Club Deportivo en Regional Preferente Sénior, UDE Abre, Séneca CF en Primera División Andaluza Cadete y UD Marinaleda B en Primera Provincial Sénior.
Desde 2013 a 2016, dirigió a la AD Nervión de la Primera División Andaluza, donde en la temporada 2014–15 fue campeón de liga, a falta de cinco jornadas para concluir la liga.
El 22 de diciembre de 2016, se hizo cargo de la Unión Deportiva Fuente de Cantos de la Tercera División extremeña.
El 24 de noviembre de 2017, firmó por el Club Deportivo San Roque de Lepe de la Tercera División de España, al que dirigió durante el resto de la temporada 2017-18.
En julio de 2018, firma como entrenador del Mora Club de Fútbol manchego de la Tercera División de España, al que dirige hasta el mes de octubre de 2018.
Tras ser asistente a la dirección deportiva del Xerez CD, en noviembre de 2019 firma por el Olivenza FC de la Tercera División extremeña, al que dirige durante dos temporadas.
El 15 de febrero de 2022, firma por el Churchill Brothers Sports Club de la I-League.
El 12 de diciembre de 2022, llega a un acuerdo para dejar de ser entrenador del Churchill Brothers Sports Club y sería relevado por Fernando Andrés Santiago Valera.
El 25 de junio de 2023 firma por el FC Ordino de la Primera División de Andorra
El 1 de mayo de 2024 firma por Gokulam Kerala FC de I-League

## Clubes

### Como entrenador
| Club                                     | País    | Año       | Nivel en el País |
| ---------------------------------------- | ------- | --------- | ---------------- |
| AD Nervión                               | España  | 2013-2016 | Quinto           |
| Unión Deportiva Fuente de Cantos         | España  | 2017      | Cuarto           |
| Club Deportivo San Roque de Lepe         | España  | 2017-2018 | Cuarto           |
| Mora Club de Fútbol                      | España  | 2018      | Cuarto           |
| Xerez CD (Asistente Dirección Deportiva) | España  | 2019      | Cuarto           |
| Olivenza FC                              | España  | 2019-2021 | Cuarto           |
| Churchill Brothers Sports Club           | India   | 2021-2022 | Primer           |
| Churchill Brothers Sports Club           | India   | 2022-2023 | Segundo          |
| FC Ordino                                | Andorra | 2023-2024 | Primer           |
| Gokulam Kerala FC                        | India   | 2024-2025 | Segundo          |

## Otros datos de interés.

### Autor de varios libros y ponencias.
"En búsqueda del futbolista inteligente". 2023. Ed. Inde.
"El monitor de fútbol en las nuevas escuelas deportivas". 2010. Ed. Wanceulen. 